# 올트만시엘롭시스과
올트만시엘롭시스과(Oltmannsiellopsidaceae)는 갈파래강에 속하는 녹조류과의 하나이다. 올트만시엘롭시스목(Oltmannsiellopsidales)의 유일한 과이다.

## 하위 속
- 할로클로로코쿰속 (Halochlorococcum)
- Neodangemannia
- 올트만시엘롭시스속 (Oltmannsiellopsis) M.Chihara & I.Inouye in Chihara, Inouye & Takahata, 1986